# Zavod sv. Barbare u Beču
Zavod sv. Barbare (Collegio S. Barbarae) je bila školska ustanova Katoličke Crkve koja se nalazila u Beču.
Djelovao je od 1775. do 1786. godine. U njemu su se nalazili samo grkokatolički alumni. Jedan je od hrvatskih crkvenih zavoda u inozemstvu.
Spominje se u izvješću senjskog biskupa Jurja Vuka Čolića 1753. godine, u kojem se je preporučio za koje mjesto u rimskim zavodima, nakon što je izgubio dva mjesta u Beču u zavodu Sv. Barbare i u Gorici (Viennae duos in Collegio S. Barbarae, totidem in seminario Zagrabiensi ac Goritiensi).